# Piața Unirii (Timișoara)

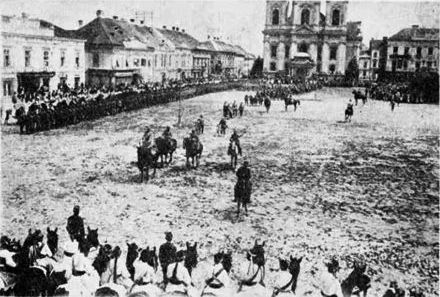
Rumänische Truppen erreichen die Piața Unirii, 1919

Piața Unirii (deutsch Platz der Vereinigung), umgangssprachlich Domplatz (rumänisch Piața Domului, ungarisch Dóm-tér), ist der älteste Platz der Stadt Timișoara in Rumänien. Sie liegt im alten Festungskern Cetate und ist von barocken, meist pastellfarbenen Kirchen und Palais gesäumt, die zumeist im 18. und 19. Jahrhundert errichtet wurden.

## Name des Platzes
Der Name des Platzes geht auf den Beschluss der Volksversammlung der Banater Schwaben im Jahr 1919 zurück, in der 40.000 Teilnehmer für die Vereinigung ihrer Gebiete mit Rumänien abstimmten. Im Vorfeld waren rumänische Truppen auf dem Platz eingetroffen. Zu Zeiten des Königreichs Ungarn hieß der Platz Losonczy-tér. Namensgebend war hierbei István Losonczy, der 1552 als Festungskommandant die Stadt gegen die Truppen des Osmanischen Reichs verteidigte. Vor dem Österreichisch-Ungarischen Ausgleich von 1867 trug er die Bezeichnung Hauptplatz.

## Beschreibung

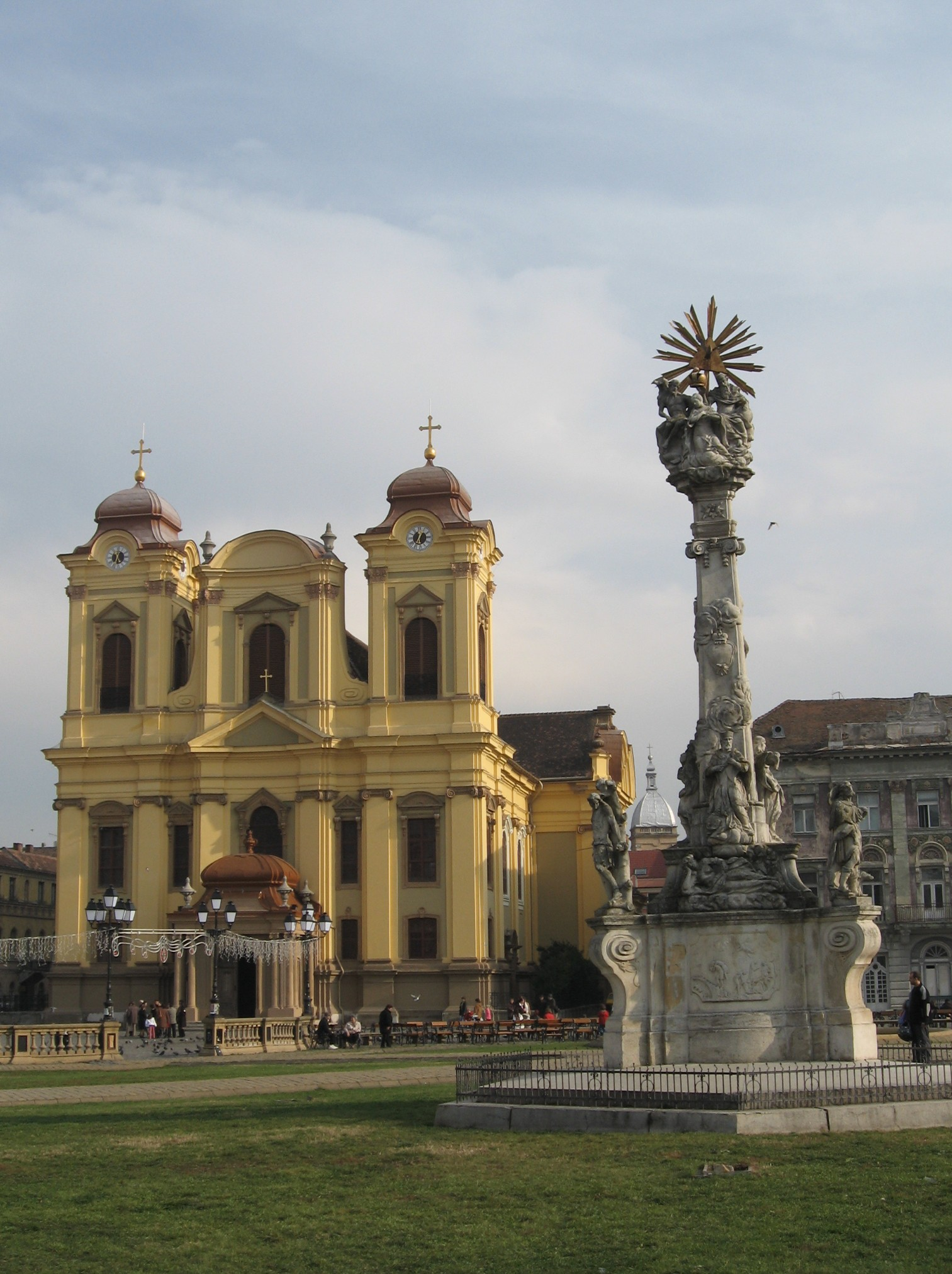
Dreifaltigkeitssäule und der Dom zu Timișoara
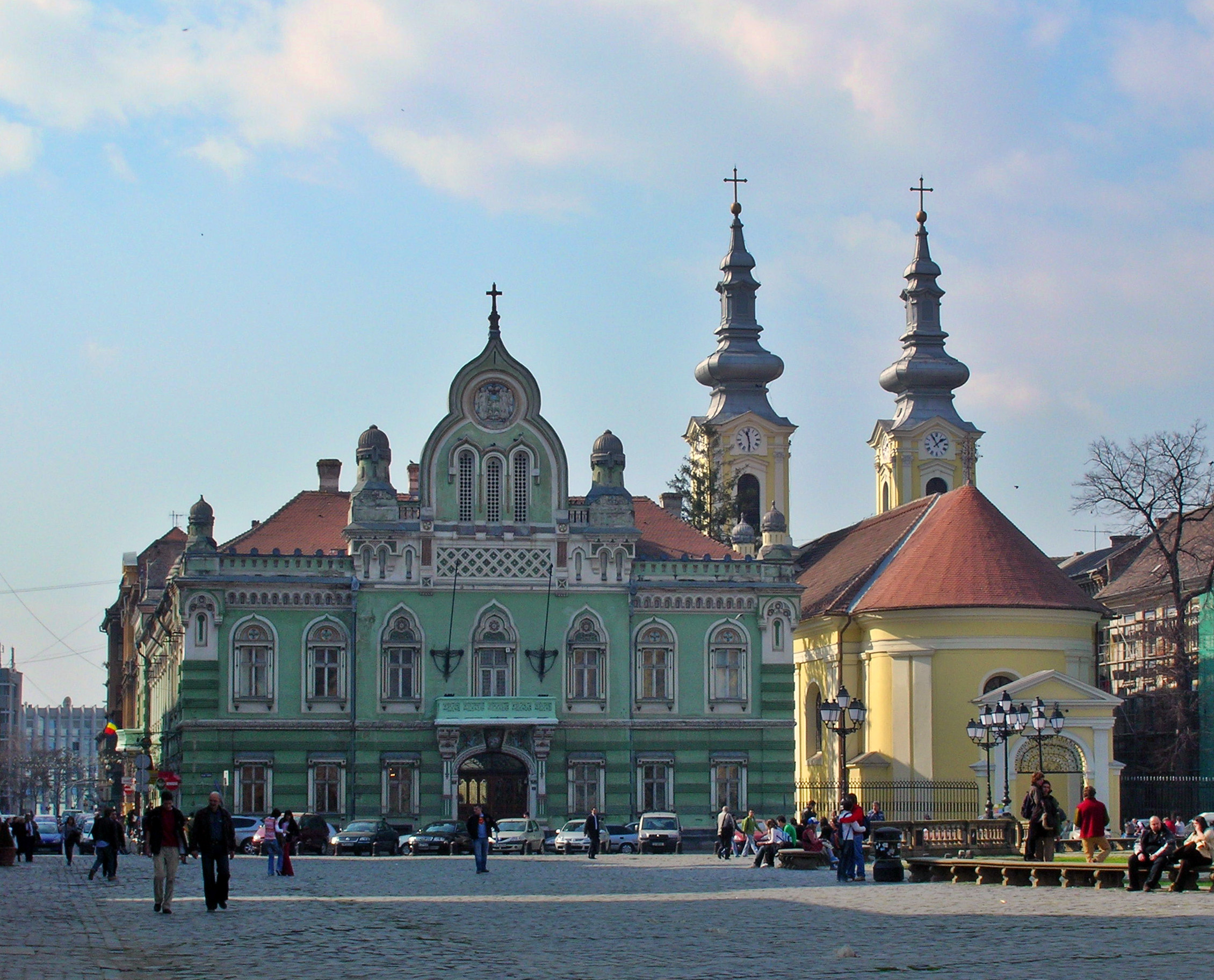
Piața Unirii in Timișoara, zur linken das Serbische Bischofsheim, zur rechten die Serbisch-Orthodoxe Kathedrale.
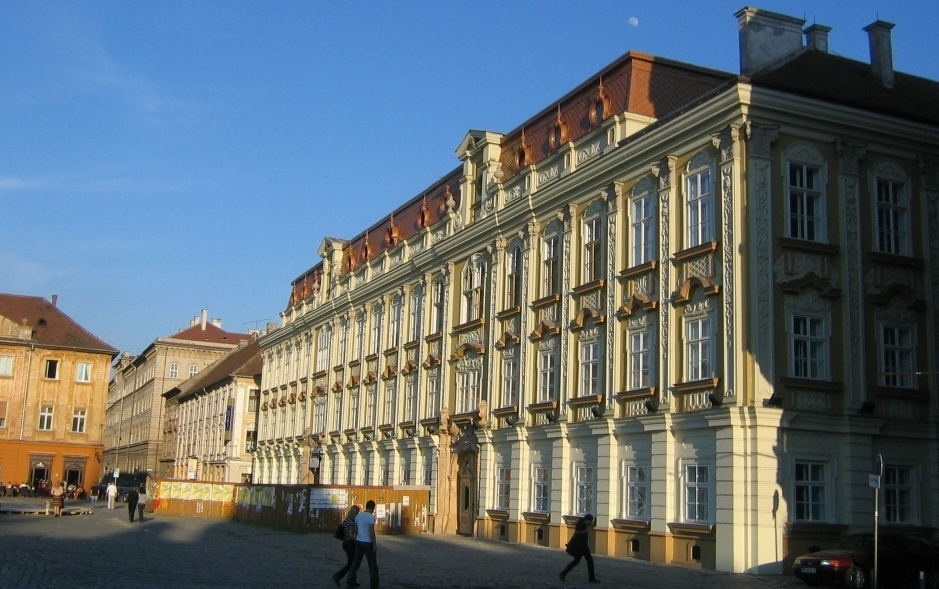
Der Barockpalast an der Piața Unirii
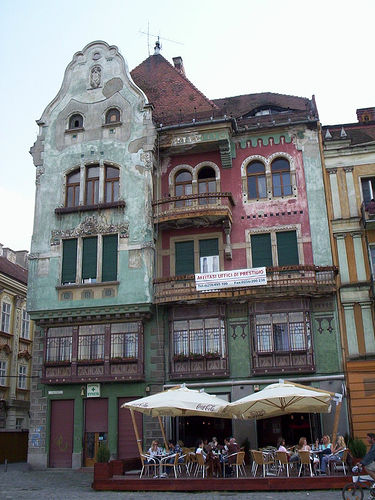
Haus Brück

Der Platz wird vom Dom zu Timișoara dominiert, der zwischen 1732 und 1763 errichteten Kathedrale des Bistums Timișoara. Zuvor wurde auf dem Platz bereits Markt abgehalten. Während des 18. Jahrhunderts war er das kommerzielle Zentrum der Stadt und Veranstaltungsort für militärische Aufmärsche und religiöse Zeremonien. Neben dem Dom säumen zahlreiche historische Baudenkmäler den Platz, dazu zählen der Barockpalast (auch Komitatshaus oder Prefectura Veche), das Haus mit den Löwen, die Serbisch-Orthodoxe Kathedrale sowie der Serbische Bischofssitz.
Im Zentrum des Platzes befinden sich die Dreifaltigkeitsstatue und ein über 400 Meter tiefer Artesischer Brunnen, aus dem schwefelhaltiges Thermalwasser sprudelt. Sehenswert sind auch die benachbarten Häuser Brück und Emmer. Der Architekt László Székely erstellte die Pläne für die zwischen 1908 und 1910 im Jugendstil errichteten Gebäude.
Francis Joseph Barracks erbaute zwei weitere Häuser auf der Nordwestseite des Platzes. Die ehemalige Diskont Bank mit ungarischen Ornamenten wurde zwischen 1906 und 1908 von den Architekten Marcell Komor und Dezső Jakab im Süd-Westen des Platzes errichtet.
Heute säumen Restaurants und Cafés die Piața Unirii, im Sommer auch Schanigärten, bei Stadtfesten oder Konzerten kommen noch Bühnen hinzu. In unmittelbarer Nähe des Domplatzes liegen das Nikolaus-Lenau-Lyzeum (Gheorghe-Lazăr-Straße), die Synagoge in der Innenstadt (Mărăsești-Straße) und der Dikasterialpalast (Prinz-Eugen-Straße).

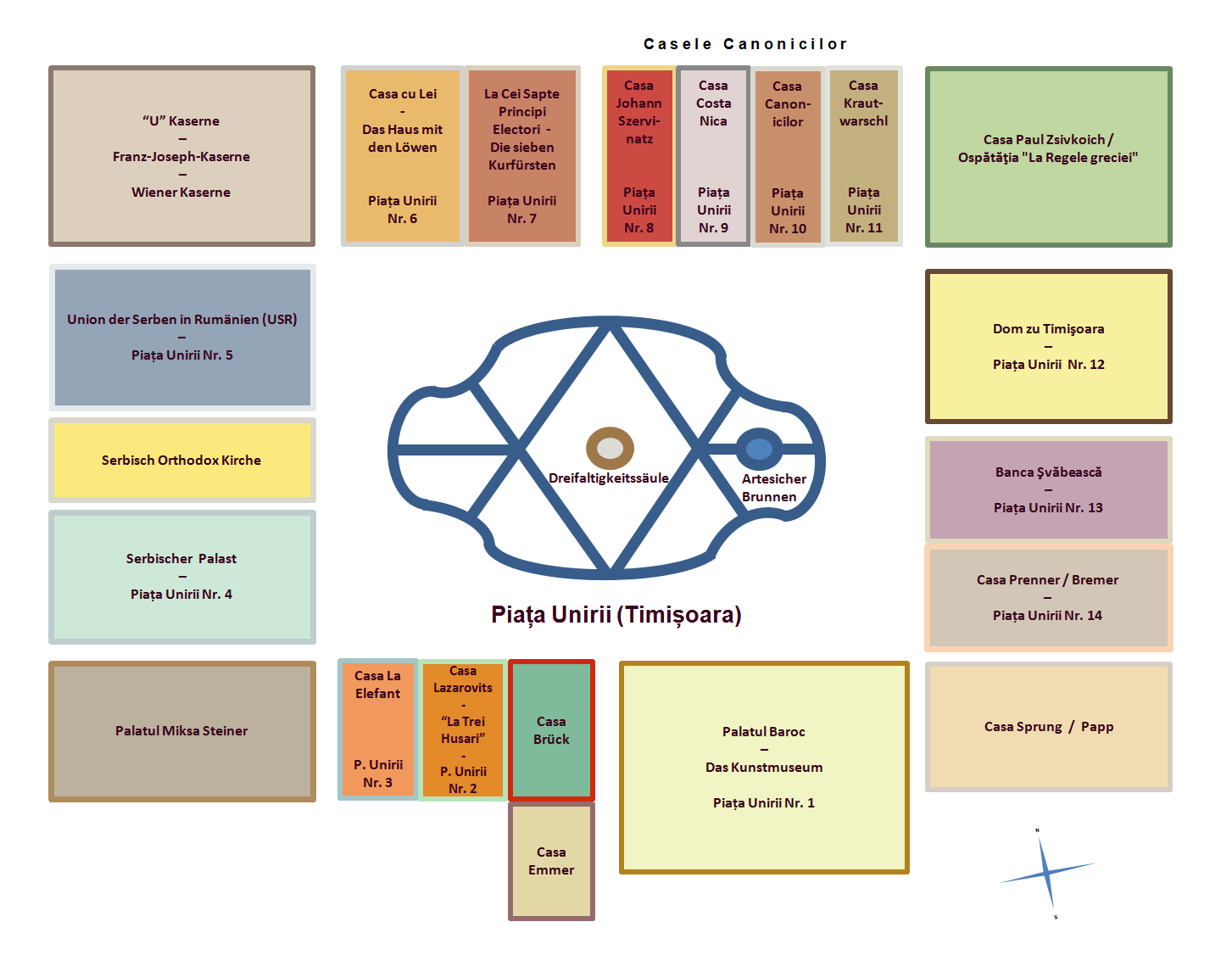
Schematische Darstellung der Piața Unirii

## Trivia
An der Südseite des Platzes befand sich das erste Hotel Timișoaras, Zu den sieben Kurfürsten. Diese Wirtschaft war unter anderem Gegenstand des Romans Der große Schwabenzug von Adam Müller-Guttenbrunn.
Am 3. Oktober 2009 kam es am Rande des UEFA-Europa-League-Fußballspiels FC Timișoara : Dinamo Zagreb (0:3) auf dem Platz zu Ausschreitungen mit 160 Festnahmen.